# رین هانسون
رین هانسون (استونیایی: Rein Hanson; ۱۸ ژوئن ۱۹۴۸ – ۸ دسامبر ۲۰۱۲)  سیاستمدار و نماینده مجلس اهل استونی بود.